# Jariban
Jariban (somaleză Jaribaan, arabă جاريبان) este un oraș din Somalia.